# My Little Pony
My Little Pony är en serie leksaker, i form av små färgglada ponny-hästar i plast. Leksakerna började säljas 1982 och var mycket populära under 1980-talet. My Little Pony är engelska och betyder "Min lilla ponny", men lanserades ändå oftast under det engelskspråkiga namnet i länder som Sverige.
Leksakerna fick också liv i tecknade TV-serier och en tecknad långfilm. My Little Pony har återlanserats fyra gånger sedan 1980-talet: åren 1997, 2003, 2010 och 2021. Leksakssamlare kallar dessa återlanseringar för andra, tredje, fjärde respektive femte generationen, medan den första generationen åsyftar den första lanseringen 1982.
Alla My Little Pony-leksaker har syntetiskt hår i både man och svans som går att borsta. På flanken har ponnyerna ett kännetecken i form av en symbol (cutie mark). Förutom vanliga ponnyer finns också fantasidjur såsom enhörningsponnyer, flygande Pegasos-ponnyer och sjöponnyer.

## TV och film

### Generation 1
År 1984 kom en TV-special endast kallad My Little Pony, senare kallad Rescue at Midnight Castle och My Little Pony in Dreamland, på svenska Midnattslottet och My Little Pony i Drömlandet. Den följdes året efter av Escape from Catrina, på svenska Flykten från Catrina och Kattrina.
År 1986 kom den tecknade långfilmen My Little Pony – Ett äventyr, där Danny DeVito gjorde en av rösterna. Filmen hade Sverigepremiär 1987. Den hade då klippts ner cirka 18 minuter och dubbats till svenska. 2003 återutgavs filmen på VHS och DVD. Den dubbades då om och fick den nya titeln Sagan om My Little Pony.
Från 1986 till 1987 sändes även en TV-serie om ponnyerna, endast kallad My Little Pony. Serien skrevs bland annat av Michael Reaves och David Wise. TV-specialerna, filmen och TV-serien utspelade sig i samma värld, främst på en plats kallad Dream Valley, "Drömdalen". Här bodde bland annat enhörningsponnyer och pegasusponnyer. Serien dubbades till svenska och Monica Forsberg stod för regin och översättningen. Endast ett antal avsnitt är dubbade till svenska och kom direkt till video. Svenska röster var bland andra Johanna Ljungberg, Lisa Tull, Anna Nylen, Lisa Carlehed, Sofia Haby, Robert Andersson, Birgitta Fernström, Monica Forsberg och Ingemar Carlehed.
År 1992 kom en annan TV-serie med titeln My Little Pony Tales, som inte alls hade samma fantasyinspirerade upplägg som den tidigare serien. Denna serie handlade om ponnyer som levde vanliga liv och gick i skolan, hade födelsedagskalas, spelade fotboll med mera.

### Generation 3
Från 2003 till 2009 kom ett antal filmer direkt till video, bland annat My Little Pony: God jul med Minty (My Little Pony: A Very Minty Christmas, 2005), My Little Pony: Prinsessan (My Little Pony: The Princess Promenade, 2006) och My Little Pony: Regnbåge på rymmen (My Little Pony Crystal Princess: The Runaway Rainbow, 2006).

### Generation 4
2010 inleddes sändningen av TV-serien My Little Pony: Vänskap är magisk, skapad av Lauren Faust. Både tecknarstil och humor skiljer sig en aning från de tidigare generationerna. "My Little Pony: Vänskap är magisk" har fått en tittarkrets av en äldre målgrupp än vad som hade förväntats av The Hub, som sänder serien i USA. Män och kvinnor som följer serien nämner sig gärna som bronies och/eller pegasisters. Då en oväntat stor del av tittarna är män mellan 13 och 35 år så har serien blivit uppmärksammad i flera stora tidskrifter t ex: Wall Street Journal och Time Magazine. The Hub har i sin egen kanal gjort en hyllningsvideo åt bronyfenomenet, men hänvisar till att majoriteten av tittarna är fortfarande kvinnor och unga flickor. Generation 4 leksaksserie lanserades i Sverige med McDonalds Happy Meal i slutet av december 2011, innehållande huvudfigurerna från TV-serien.

### Generation 5
2021 hade långfilmen My Little Pony: En ny generation premiär på Netflix.